# Ни Хао, Кай-Лан!
«Ни Хао, Кай-Лан!» — анимационный сериал производства Nick Jr., основанный на воспоминаниях детства создателя сериала Карен Чау, которая воспитывалась в китайско-американской культуре. «Ни Хао» означает «Привет», а Кай-Лан — это китайское имя Чау, данное ей при рождении.

## Место действия
На протяжении всего 1-го сезона зритель думает, что герои сериала живут в Китае, но в финале сезона выясняется, что их место жительства — Калифорния (подразумевается Чайнатаун).

## Сюжет
«Ни Хао» — это «привет» по-китайски. Именно так жизнерадостная Кай-Лан обращается к маленьким телезрителям в начале каждой серии.
Кай-Лан Чоу, любознательная китайско-американская дошкольница пяти с половиной лет — даже не с половиной, а с тремя четвертями! — приглашает ребят поиграть с ней и её лучшими друзьями: тигрёнком Ринту, коалой Толи и обезьянкой Хохо. Вместе с друзьями она придумывает игры, отправляется на фестивали, устраивает праздники и ходит в гости. Между делом друзья изучают китайский язык. В играх им помогает дедушка Ее, которого все очень любят и уважают.
Главная забота Кай-Лан в том, чтобы все, кто её окружает, были счастливы. В каждой серии возникают ситуации, в которых персонажи демонстрируют те или иные чувства: обиду, расстройство, зависть, — и все сообща решают, как преодолеть возникшие сложности и восстановить мир.

## Персонажи
- Кай-Лан — главная героиня сериала. Ей шесть лет. Она говорит на английском и на китайском языках и охотно обучает своих друзей, а заодно и зрителей, многим словам и фразам на её родном языке, а также знакомит с китайской культурой и играми. Кай-Лан является безусловным лидером своей маленькой команды, при этом беспрекословно слушается дедушку и проявляет деликатность и уважение к чувствам друзей. Её любимое животное — динозавр; в своей музыкальной группе она играет на бубне. В серии Большой Сюрприз Кай-Лан девочка пытается сделать большой сюрприз для дедушки Ее, но все украшения и ананасовый торт уносит ветер. Это одна из немногих серий, где Кай-Лан расстраивается, а друзья стремятся её утешить — обычно всё происходит наоборот.
- Ее — дедушка Кай-Лан. Он родился в Гонконге и учит увлекательным традициям свою внучку. Умеет играть на тубе. Кроме того, любит собирать яблоки и готовит пельмени для Кай-Лан и всех её друзей. Порой дедушка появляется среди них неожиданно, но команда Кай-Лан к этому скоро привыкает.
- Ринту — пятилетний тигрёнок. Любит шумные игры и порой ведёт себя грубо, не осознавая этого. Но когда ему указывают на его промахи, готов пойти на компромисс. Ринту любит драконов.
- Толли — пятилетний коала. Любит панд и фрукты (особенно яблоки, бананы и ананасы). Вокалист в музыкальной группе Кай-Лан. Почти во всех сериях у него возникают конфликты с друзьями.
- Хохо — белая обезьянка в возрасте четырёх лет. Хохо полон неиссякаемой энергии и стремится быть в центре внимания. Его часто можно найти прыгающим среди своих друзей; в музыкальной группе Кай-Лан он выступает в роли диджея. Xохо любит бананы. Обидчив, с настороженностью относится ко всему новому. Его часто приходится утешать и ободрять.
- Лулу — розовая шестилетняя носорожка. Живёт в замке высоко в облаках. Вокруг рога Лулу обвязан красный шар, который помогает ей летать в небе и добираться до своего жилища. Лулу всегда рядом, чтобы помочь своим друзьям решить их проблемы. Играет на фортепиано в музыкальной группе Кай-Лан.
- Стампи — синий слонёнок. Любит играть со своими друзьями, но из-за его крупного размера у него часто возникают проблемы.

## Роли озвучивали
- Джейд-Лианна Питерс — Кай-Лан
- Клем Чун — Ее (диалог на английском)
- Бен Ван — Ее (диалоги на мандаринском)
- Джек Самсон — Ринту
- Хамани Гриффин — Толли
- Энджи Ву — Хохо
- Беверли Дун — Лулу
- Ло Сян — Стампи

## Русский дубляж
Мультфильм на русский язык был дублирован компанией «SDI Media Ukraine»
- Переводчики — Анастасия Комолых, Елена Панченко
- Режиссёр дубляжа — Олег Головко
- Звукорежиссёры — Геннадий Алексеев, Карим Насер

### Роли дублировали
- Юлия Петренко — Кай-Лан
- Олег Лепенец — Ее
- Елена Блинникова — Ринту
- Наталья Романько-Киселёва — Толли, Хохо
- Екатерина Брайковская — Лулу, Стампи, Вокал, второстепенные роли
- Владимир Терещук — закадровый голос

1. ↑  Fernsehserien.de (нем.)